# 葦沢県 (河北省)
葦沢県（いたく-けん）はかつて中国に存在した県。現在の中華人民共和国河北省石家荘市井陘県南西部に相当する。
596年（開皇16年）、隋朝により井陘県より分割設置された。627年（貞観元年）、唐朝により廃止され管轄区域は井陘県に再統合された。